# Fuse FM
Fuse FM est une station de radio étudiante anglaise Fuse FM couvrant le campus de l'Université de Manchester, en Angleterre. Elle est diffusée dans via le site internet de l'union des étudiants de l'université de Manchester. Comme la plupart des radios étudiantes, elle est gérée entièrement par des bénévoles, dont la plupart sont des étudiants de l'université. La station fait partie de The Student Radio Association.